# A Symphonic Prelude on "Adeste fideles"
A Symphonic Prelude on "Adeste fideles" is een compositie voor harmonieorkest van de Amerikaanse componist Claude T. Smith. 